# قانون لم الشمل
قانون المواطنة والدخول إلى إسرائيل أو كما يعرف بقانون لم الشمل هو قانون والذي سُنَّ كتشريع مؤقت في عام 2003 ويقضي على عدم السماح بمنح مواطنة أو ترخيص مكوث في إسرائيل لمن يسكنون في الضفة الغربية وقطاع غزة وأيضا لمواطنين في دول عداء مع إسرائيل، متزوجون من حامل جنسية إسرائيلية.

## موجز القانون والتعديلات على مر السنوات
يستند ا
لقانون على قانون المواطنة من عام 1952:  
البند 2(أ) من قانون المواطنة يقر بأن «كل قادم يهودي إلى إسرائيل بحسب قانون العودة (1950) هو مواطن إسرائيلي من منطلق عودته».
البند 3 للقانون يمنع الفلسطينيين سكان البلاد حتى العام 1948 أن يحصلوا على جنسية إسرائيليّة أو إقامة.
2003:
القانون يمنع لم شمل العائلات الفلسطينية التي فيها زوج أو زوجة من مواطني إسرائيل والآخر من سكّان الضفة الغربية أو قطاع غزّة (وليس يهوديًا من سكان المستوطنات).
2005:
تعديل على القانون ;استثناء بعض الحالات الخاصة من قرار منع الحصول على ترخيص مكوث في إسرائيل. حيث انه سمح للنساء فوق سن الـ 25 عاماً وللرجال فوق سن الـ 35 عاماً بالتقدم للحصول على تصاريح مؤقتة للمكوث في إسرائيل.
2007:
تعديل على القانون ; توسيع المنع ليشمل أيضًا منع توحيد العائلات في حال كان أحد الأزواج من مواطني أو سكان إيران، لبنان، سوريا والعراق.
2008:
تعديل للبند 11 في القانون الذي يتيح بسحب المواطنة/الجنسية أو الإقامة لكل من «قام بعمل به شيء من خيانة الأمانة لدولة إسرائيل». يشمل التعاون مع واحدة من الدول العربية التسعة المعرّفة كدولة عدو، بالإضافة لقطاع غزة. (التعديل يمكّن من سحب الجنسيّة دون تجريم جنائي)

## خلفية تعديل الأمر المؤقت
بحسب الكنيست الإسرائيلية فإن وفق جهاز الأمن العام (الشاباك) هنالك مجموعة من طالبي لم الشمل من بين الضفة الغربية وقطاع غزة وقسم من مواطني دول العداء المعرفة يشكلون مصدر خطر أمني ويتم تصنيفهم بحسب الدولة كـ “إرهاب". فهم خطر بحسب الدولة من ناحية القيم والهوية وإمكانية تنقلهم بشكل حر داخل حدود الدولة.

## مواقف وانتقادات مراكز حقوقية وانسانية
مركز عدالة : طالب مركز «عدالة» بإلغاء امر مؤقت وذلك من خلال تقديم التماس لمحكمة العدل العليا عام 2003 في شهر يوليو والتماس ثاني عام 2007 باسم العائلات الفلسطينية المتضررة من القانون. وذكر «عدالة» في بيان أصدره أن الالتماس أوضح أنّه «في جوهر القانون أهداف أيديولوجية وديموغرافية عنصرية تخلق مسارين منفصلين ومختلفين على أساس عرقي بين المواطنين اليهود والمواطنين الفلسطينيين وسكان القدس، فالقانون يتناقض بشكل جذري مع مبادئ القانون الدولي. وليس صدفة أنه لا توجد دولة في العالم تمس بجوهر وأساس المواطنة، من خلال منع حياه أسرية على خلفية الانتماء العرقي القومي».
مجلس حقوق الإنسان التابع للأمم المتحدة: مفوض الأمم المتحدة والأمين العام للأمم المتحدة، انتقدوا القانون منذ صدوره في عام 2003، فقد حذروا من خطورته ومن الضرر الذي قد يلحقه بحقوق المواطنين الفلسطينيين.
منظمة العفو الدولية: قدمت تقرير تؤكد به على ارتكاب إسرائيل لجرائم الفصل العنصري، من خلال ذكر القانون واستعماله من قبل إسرائيل كوسيلة لفرض سيطرتها الديموغرافية في البلاد، فبحسب المؤسسة ان هذا القانون يفرض ويتم تطبيقه فقط على المواطنين الفلسطينيين ولا يفرض مثل هذه القيود على الموطنين اليهوديين، وتطالب إسرائيل بإلغاء القانون واستئناف معالجة طلبات لم شمل العائلات.
 بتسيلم ومركز الدفاع عن الفرد: بحسب تقرير المنظمتين فإن أبعاد القانون كارثية على العائلات، «اذ يضطر الآلاف من الازواج العيش على انفراد. وسيفصل الاولاد عن ذويهم عند بلوغهم 12 عاماً، أو سيصبحون، رغما عن انفهم، مخالفين للقانون. وستضطر الكثير من العائلات البقاء في إسرائيل بشكل غير قانوني من اجل استمرار أبناء العائلة الواحدة العيش معا تحت سقف واحد» ويضيف التقري أن «الدولة تضلّل وبشكل متعمّد وان الادعاءات التي تنشرها وكأن وراء سنّ هذا القانون اسبابا واهدافا امنية وذلك من اجل اخفاء الاعتبارات الديمغرافية التي بالأساس ادّت إلى سنّ هذا القانون. فالاعتبارات الامنية التي تطرحها الدولة عارية بحسب معطيات وزارة الداخلية والدولة».
منظمة هيومن رايتس ووتش: بحسب بيان المنظمة «إن قرارات المحكمة العليا الإسرائيلية تهدف إلى إضفاء الشرعية على انتهاكات واضحة للقانوني. في أحد الأحكام، تجاهلت المحكمة مبادئ القانون الدولي التي تحظر التمييز، وفي حُكم آخر تجاهلت القانون الدولي الخاص باستخدام موارد الأراضي المحتلة. إن على إسرائيل أن تلغي القوانين التي تمنع المواطنين الإسرائيليين من الإقامة مع أزواج وزوجات فلسطينيين وفلسطينيات، وأن تضع حداً للسياسات التي تسمح للشركات الإسرائيلية الخاصة بأخذ الأحجار وغيرها من مواد البناء من محاجر في الضفة الغربية المحتلة من أجل تربح هذه الشركات».
جمعية حقوق الأنسان في إسرائيل: أصدرت الجمعية بيان تقر به تؤكد به على ضرورة احترام الحق الشرعي لكل إنسان في إقامة عائلة، وأضافت «أن هذا القانون إنما ينتهك بشكل سافر الحق في الحياة العائلية، كما ويعزز سياسة التمييز ضد المواطنين العرب في إسرائيل لكونهم بطبيعة الحال، أغلبية المواطنين المتضررين من هذا القانون.»
مركز مساواة لحقوق المواطنين العرب في إسرائيل: ذكر المركز أن القانون «يمسّ بالأساس بالعائلات المستضعفة، من الحلقات الأدنى حسب المؤشر الاجتماعي – الاقتصادي، إضافة إلى الضرر النفسي الذي يسببه هذا القانون للعائلات. كما أن هذا القانون يمسّ بالنساء والأطفال ويمنعهن من التأقلم بشكل لائق في المجتمع».